# Muscolo palmare breve
Il muscolo palmare breve è un rudimentale muscolo pellicciaio della mano, innervato dal nervo ulnare. Con la sua contrazione provoca il corrugamento della cute che riveste l'eminenza ipotenare.